# Manahawkin, New Jersey
Manahawkin, New Jersey (енгл. Manahawkin) насељено је место без административног статуса у америчкој савезној држави Њу Џерзи.

## Демографија
По попису из 2010. године број становника је 2.303, што је 299 (14,9%) становника више него 2000. године.
| Група             | 2000.         | 2010.         |
| Белци             | 1.914 (95,5%) | 2.030 (88,1%) |
| Афроамериканци    | 1 (0,0%)      | 10 (0,4%)     |
| Азијати           | 29 (1,4%)     | 58 (2,5%)     |
| Хиспаноамериканци | 38 (1,9%)     | 190 (8,3%)    |
| Укупно            | 2.004         | 2.303         |